# Ба, Уссейну
Уссейну́ Ба (фр. Ousseynou Ba; род. 11 ноября 1995, Сенегал) — сенегальский футболист, защитник клуба «Истанбул Башакшехир».

## Клубная карьера
Ба начал профессиональную карьеру в академии «Смэш». В 2017 году Уссейну подписал профессиональный контракт с французским «Газелеком». 28 июля в матче против «Валансьена» он дебютировал в Лиге 2. 2 ноября 2018 года в поединке против «Аяччо» Уссейну забил свой первый гол за клуб.
В начале 2019 года Ба подписал контракт с греческим «Олимпиакосом», но на правах аренды остался в «Газелеке» ещё на полгода. Летом 2019 года Ба вернулся в «Олимпиакос». 28 сентября в матче против «Ламия 1964» он дебютировал в греческой Суперлиге. В своём дебютном сезоне Ба помог клубу выиграть чемпионат. 13 января 2021 года в поединке против ПАОКа Уссейну забил свой первый гол за «Олимпиакос».

## Международная карьера
В течение шести месяцев африканцу удалось завоевать место в составе «Олимпиакоса» и 8 марта 2020 года 25-летний защитник впервые был вызван в Сборную Сенегала на предстоящие матчи квалификации на Чемпионат африканских наций 2020 года против Гвинеи-Бисау.
9 октября 2020 года в товарищеском матче против сборной Марокко Ба дебютировал за сборную Сенегала.

## Достижения
«Олимпиакос»
- Чемпион греческой Суперлиги (3): 2019/20, 2020/21, 2021/22
- Обладатель Кубка Греции: 2019/20